# 1834 w polityce

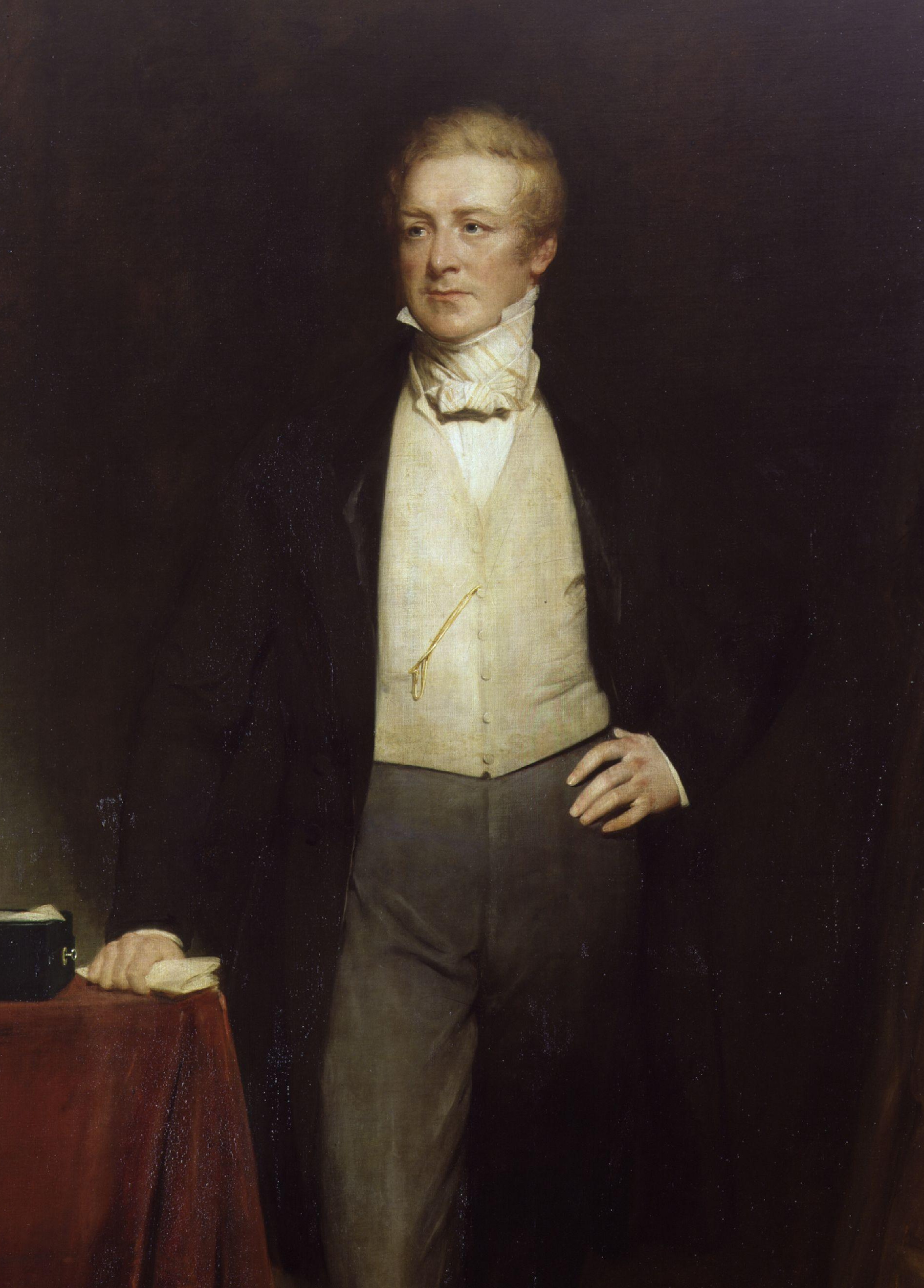
Robert Peel

Wydarzenia polityczne w 1834 roku.

## Wydarzenia
- Robert Peel został premierem Wielkiej Brytanii[1].
- Arthur Wellesley, 1. książę Wellington został ministrem spraw zagranicznych[2].

## Urodzili się
- 21 maja Maria Izabella Habsburg, arcyksiężniczka Austrii i księżniczka Toskanii[3].

## Zmarli
- 30 listopada Wilhelm Fryderyk Hanowerski, książę Wielkiej Brytanii i Irlandii[4].